# Un'avventura di Scaramuccia
Un'avventura di Scaramuccia és una òpera en dos actes composta per Luigi Ricci sobre un llibret de Felice Romani. Es va estrenar el 8 de març de 1834 al Teatro alla Scala de Milà.
Posteriorment es va representar a Viena (1835), Londres (1836), Madrid (1837), Lisboa (183), Paris (Théâtre Italienne 1846), Varsòvia (1846 en polonès), Barcelona (1848 i 1852), Brussel·les (1851 en francès), Buenos Aires (1851).